# Karla Crome
Karla Crome (Londen, 22 juni 1988) is een Britse actrice.

## Biografie
Crome studeerde af aan de Italia Conti Academy of Theatre Arts in Londen.

### Carrière
Crome begon in 2009 met acteren in de film Dog Endz, hierna speelde zij nog meerdere rollen in films en televisieseries. In 2016 speelde ze de hoofdrol in de zesdelige Britse televisieserie The Level

## Filmografie

### Films
Uitgezonderd korte films
- 2018: Vita & Virginia - als Dorothy Wellesley
- 2017: National Theatre Live: Amadeus - als Constanze Weber
- 2009: Dog Endz - als Hannah

### Televisieseries
Uitgezonderd eenmalige gastrollen.
- 2019-2023: Carnival Row - als Tourmaline Larou - 9 afl.
- 2022: Am I Being Unreasonable? - als Lucy - 6 afl.
- 2019: The Victim - als Rebecca Myers - 4 afl.
- 2016: The Level - als Nancy Devlin - 6 afl.
- 2015: You, Me and the Apocalypse - als Layla, Hawkwind - 5 alf.
- 2014: Under the Dome - als Rebecca Pine - 13 afl.
- 2012-2013: Misfits - als Jess - 16 afl.
- 2013: Prisoners Wives - als Aisling - 4 afl.
- 2013: Lightfields - als Clare Mullen - 5 afl.
- 2012: Monroe - als Donna Holmes - 3 afl.
- 2012: Hit & Miss - als Riley - 6 afl.

- Library of Congress Control Number: no2014046512
- Virtual International Authority File: 307475458
- WorldCat: E39PBJh8KxcfkrtRmXCKY4RYfq